# Jan Puzyna de Kosielsko
El príncipe Jan Pawel Maurycy Puzyna de Kosielsko (13 de septiembre de 1842-8 de septiembre de 1911) fue un cardenal católico que fue obispo auxiliar de Lviv entre 1886 y 1895, y obispo de Cracovia desde 1895 hasta su muerte en 1911. Al recibir el capelo en 1901, fue conocido por sus puntos de vista conservadores y autoritarios.

## Biografía
Puzyna nació en 1842 en Galitzia, una región histórica europea que incluía partes de Polonia y Ucrania. Ordenado sacerdote el 1 de diciembre de 1878, fue ascendido a obispo auxiliar de Lviv, y obispo titular de Memphis el 26 de febrero de 1886. Fue consagrado obispo el 25 de marzo de ese mismo año por Mieczysław Halka Ledóchowski. El 15 de abril de 1901, Puzyna fue elevado al cardenalato, con el título de S.S. Vitale, Valeria, Gervasio e Protasio por el papa León XIII. 
Durante el cónclave de 1903, actuando en nombre de su soberano, el emperador Francisco José I de Austria, presentó un veto exclusivo contra la participación y elección del cardenal Mariano Rampolla. Puzyna quería evitar la elección de Rampolla, acusado de simpatizar con Rusia y Alemania. Entre otras cosas, Rampolla intentó ganarse el favor de Rusia promoviendo la abolición de la lengua polaca para que sea reemplazada por la lengua rusa en las iglesias católicas del Zarato de Polonia. 
El emperador Francisco José I de Austria, tampoco quería que Rampolla fuese elegido papa, pues le guardaba rencor por oponerse a un entierro religioso para su hijo Rodolfo, tras su muerte por aparente suicidio. Rampolla, además, instaba a los católicos de Francia para llegar a un compromiso con el laicismo promovido por el régimen republicano francés, opción que Francisco José consideraba inaceptable en un país con amplias masas de católicos; por último, Rampolla también había apoyado abiertamente al Partido socialcristiano austriaco liderado por Karl Lueger y que era hostil al emperador, por lo que Francisco José autorizó al cardenal Puzyna para presentar el veto en su nombre.
En su camino hacia el cónclave, Puzyna se reunió en Viena con el emperador y le propuso presentar el veto en su nombre contra el cardenal Rampolla. El emperador se adhirió a la idea, y Puzyna presentó el veto en el tercer día del cónclave, invocando el Ius exclusivae de los monarcas católicos. Fue la última vez que se realizó un veto basado en el ius exclusivae, que no era reconocido por la ley de la Iglesia y, como tal, no era obligatorio acatarlo, aunque los cardenales temían oponerse a la voluntad manifiesta de uno de los monarcas católicos más influyentes y poderosos de Europa en esa época. 
El veto civil fue abolido por el recién elegido papa Pío X, que impuso la pena de excomunión a quien presente un veto o interfiera en la elección del romano pontífice. El papa Pío X decretó además que todos los cardenales deben tomar un juramento en el inicio del cónclave, con la promesa de no ayudar a ningún poder civil en un intento de influir en la elección del papa.
El cardenal Puzyna murió en setiembre de 1911 y está enterrado en la catedral de Wawel de Cracovia, en la capilla de la Inmaculada Concepción de la Santísima Virgen María.